# Meteorium denticulatum
Meteorium denticulatum är en bladmossart som beskrevs av Mitten 1869. Meteorium denticulatum ingår i släktet Meteorium och familjen Meteoriaceae. Inga underarter finns listade i Catalogue of Life.